# Eupeodes confrater
Eupeodes confrater är en tvåvingeart som först beskrevs av Christian Rudolph Wilhelm Wiedemann 1830.  Eupeodes confrater ingår i släktet fältblomflugor, och familjen blomflugor. Inga underarter finns listade i Catalogue of Life.